# به نظر می‌رسد (فیلم)
به نظر می‌رسد یا همشکل ها (به هندی: Humshakals) فیلمی هندی در ژانر کمدی محصول ۲۰۱۴ به کارگردانی ساجد خان است. در این فیلم بازیگرانی همچون رام کاپور، سیف علی خان، ریتیش دشموک، بیپاشا باسو، اشا گوپتا، تمنا باتیا، ساتیش شاه، چانکی پاندی، سورش منون ایفای نقش کرده‌اند.
این فیلم نقدهای منفی دریافت کرد به طوری که چندین نفر از بازیگران فیلم برای حضور در این فیلم ابراز تاسف کرده و در تبلیغات آن شرکت نکردند.
فیلم همشکل ها در جشنواره گلدن گلپ شرکت کرد و جوایز تمشک طلایی بدترین بازیگران مرد و فیلم را به دست آورد. 
با این حال در گیشه فروش خوبی داشت و افتتاحیه قوی را تجربه کرد.

## خلاصه داستان
آشوک (سیف علی خان) و کومار (ریتیش دشموک) دو رفیق از دوران قدیم هستند. پدر آشوک ثروتمند است و چندسالی در کما به سر می‌برد و مدیریت اموالش با برادرش، عموی آشوک (رام کاپور) است. حال او نمی‌خواهد اموال را پس بدهد و چون در صورت کشته شدن آشوک و پدرش اموال به خیریه داده می‌شود با کمک دکتر خان دارویی را می‌سازد که روی ذهن آن تاثیر بگذارد و او را دیوانه نشان دهد. با رفتن آشوک و کومار به تیمارستان همه چیز بهم می‌ریزد.

## فیلم برداری
۲۴ سپتامبر ۲۰۱۳ در لندن فیلم برداری آغاز و ۲۲ فوریه ۲۰۱۴ پس از شش ماه پایان یافت. در ۲۰ ژوئن همان سال روی پرده های سینما رفت.